# Bernard Cousino
Bernard August Cousino (1 de agosto de 1902 - 29 de diciembre de 1994) fue un inventor de tecnología de audio. Es conocido por inventar un diseño de cartucho de cinta de bucle sin fin en 1952, conocido como Audio Vendor, patentado bajo el número US2804401A. Se extrae la cinta desde el interior de un rollo de cinta suelto que se hace girar para enrollar la cinta que regresa al carrete nuevamente. Inicialmente, este mecanismo estaba montado en una grabadora de cinta abierta. Más tarde, Cousino desarrolló una carcasa de plástico para usarla en algunas grabadoras. Al principio, el lado de la cinta con revestimiento magnético se enrollaba del lado interno del carrete. Este cartucho fue comercializado por John Herbert Orr como el «Orrtronic Tapette». Los cartuchos más nuevos tienen el recubrimiento magnético de la cinta hacia afuera del carrete, lo que requiere una grabadora especial para operarlo, pero ofrece una inserción sencilla y cómoda del cartucho sin enhebrar la cinta. Estos cartuchos más compactos no requieren ninguna pieza adicional para el conjunto del cabezal de la cinta. Eso inspiraría a George Eash a hacer el cartucho de cinta Fidelipac, que a su vez inspiraría al cartucho de cinta Stereo-Pak.
Otro invento que Cousino patentó fue un recubrimiento de grafito en la parte inferior de la cinta de audio, lo que suprime el arrugado al tirar de la cinta sin fin del carrete interior. El recubrimiento también se utilizó en la cinta de 8 pistas, lo que provocó la apariencia gris de la parte inferior de la cinta.
Cousino murió en Condado de Lee, Florida el 29 de diciembre de 1994 a la edad de 92 años.